# آشپزی سیرالئونی
آشپزی سیرالئونی از سنت‌ها و شیوه‌های آشپزی کشور سیرالئون تشکیل شده است. این سبک از سنت‌های دیگر آشپزی‌های غرب آفریقا پیروی می‌کند. این کشور دارای ۱۶ گروه قومی قبیله ای است.

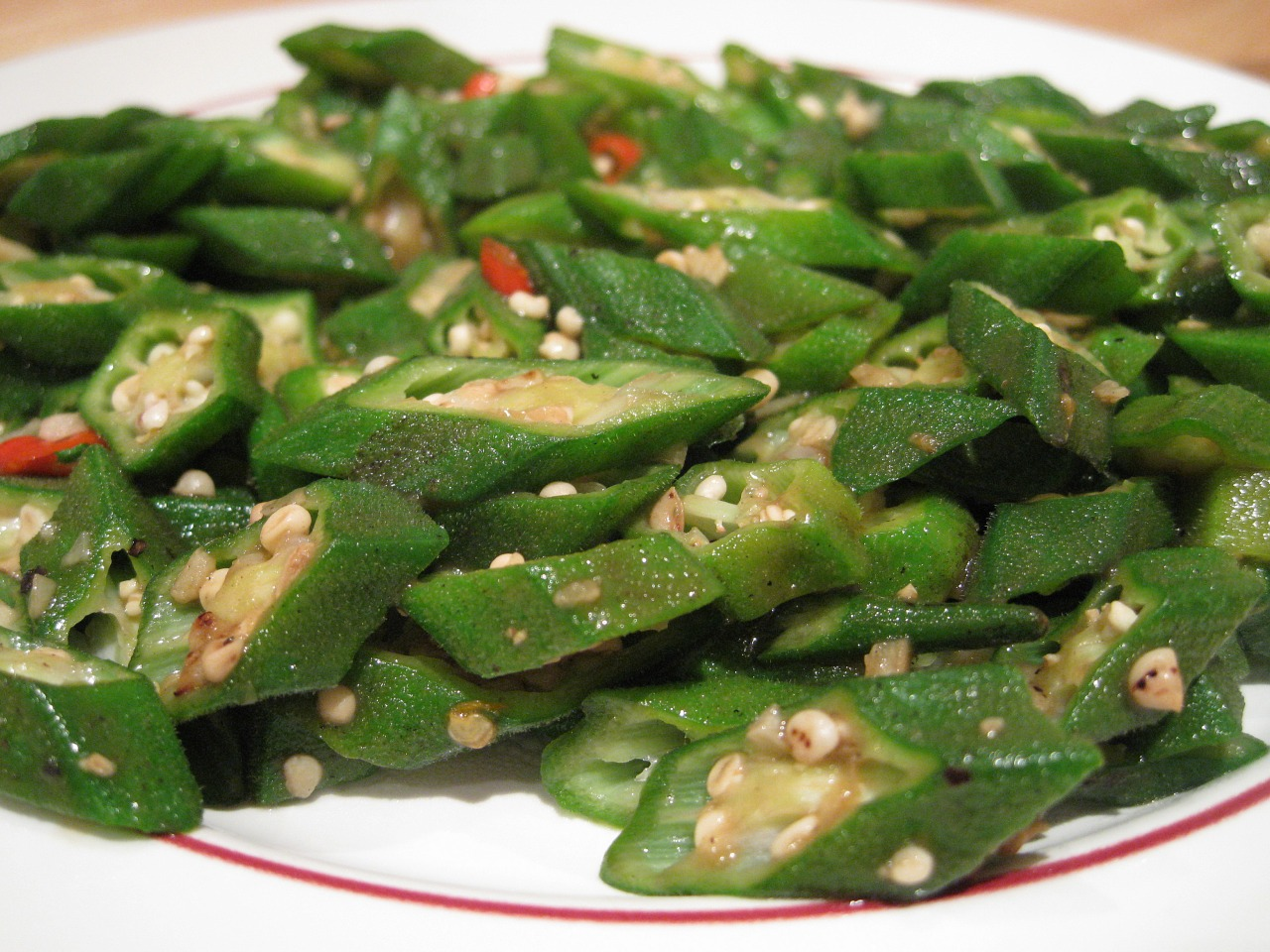
بامیه سرخ شده